# Bruce McCandless II
Bruce McCandless II (Boston, Massachusetts; 8 de junio de 1937-Los Ángeles, California; 21 de diciembre de 2017) fue un oficial naval y aviador estadounidense, ingeniero eléctrico y astronauta de la NASA. En 1984, durante la primera de sus dos misiones del transbordador espacial, realizó el primer vuelo libre sin ataduras utilizando la Unidad de Maniobras Tripulada.

## Temprana edad y educación
McCandless nació el 8 de junio de 1937 en Boston, Massachusetts. Un oficial de la tercera generación de la Armada de los Estados Unidos, McCandless era el hijo de Bruce McCandless y nieto de Willis W. Bradley, ambos héroes de guerra condecorados. Se graduó de la preparatoria Woodrow Wilson Senior en Long Beach, California, en 1954.
En 1958, recibió un B.S. de la Academia Naval de los Estados Unidos, graduándose segundo, detrás del futuro Asesor de Seguridad Nacional John Poindexter, en una clase de 899 que también incluía a John McCain. Durante su carrera profesional, también recibió un M.S. en ingeniería eléctrica de la Universidad de Stanford en 1965 y una maestría en administración de empresas de la Universidad de Houston-Clear Lake en 1987.

## Marina de Estados Unidos
Luego de su puesta en servicio, McCandless recibió entrenamiento de vuelo del Comando de Entrenamiento Aéreo Naval en la Estación Aérea Naval de Pensacola, Florida, y la Estación Aérea Naval de Kingsville, Texas.
En marzo de 1960, fue designado aviador naval de los Estados Unidos y se dirigió a la Estación Aérea Naval de Cayo Hueso para el entrenamiento de aterrizaje del sistema de armas y del portaaviones en el Douglas F4D-1 Skyray.
Entre diciembre de 1960 y febrero de 1964, fue asignado al Escuadrón de combate 102 (VF-102), volando el Skyray y el McDonnell Douglas F-4B Phantom II. Vio el deber a bordo de USS Forrestal y USS Enterprise, incluida la participación de este último en la crisis de los misiles en Cuba.
Durante tres meses, a principios de 1964, fue instructor de vuelo por instrumentos en el Escuadrón de Ataque 43 (VA-43) en la Estación Aérea Naval de Oceana, Virginia, y luego informó a la Unidad del Cuerpo de Entrenamiento de Oficiales de la Reserva Naval en la Universidad de Stanford para estudios de posgrado en ingeniería eléctrica.
Durante el servicio naval adquirió la habilidad de volar en el Lockheed T-33B Shooting Star, Northrop T-38A Talon, McDonnell Douglas F-4B Phantom II, Douglas F4D Skyray, Grumman F11F Tiger, Grumman F9F Cougar, Lockheed T-1 Seastar y Beechcraft T-34B Mentor, y el helicóptero Bell 47G.
Registró más de 5.200 horas de vuelo, incluyendo 5.000 horas en aviones de reacción.

## Carrera en la NASA
A la edad de 28 años, McCandless fue seleccionado como el miembro más joven del Grupo 5 de astronautas de la NASA (etiquetado como "Original Nineteen" por John W. Young) en abril de 1966. Según el historiador espacial Matthew Hersch, McCandless y el colega del Grupo 5, Don L. Lind fue "efectivamente tratado... como científico-astronautas" (similar a los seleccionados en el cuarto y sexto grupo) por la NASA debido a su experiencia científica sustancial, un reflejo implícito de su falta de la experiencia piloto de prueba altamente valorada por Deke Slayton y otros gerentes de la NASA en ese momento; Esto en última instancia retrasaría su progresión en la rotación de vuelo.
Fue un comunicador de cápsula de control de la misión (CAPCOM) en el Apolo 11 durante el primer paseo lunar lunar (EVA) de Neil Armstrong antes de unirse al equipo de apoyo de astronautas para la misión del Apolo 14, en la que se duplicó como un CAPCOM. A partir de entonces, McCandless fue reasignado al programa Skylab, donde recibió su primera asignación de tripulación como piloto de respaldo para la primera misión tripulada de la estación espacial junto con el comandante de reserva Rusty Schweickart y el piloto de ciencia Story Musgrave. Después de esta asignación, nuevamente se desempeñó como CAPCOM en Skylab 3 y Skylab 4. En particular, McCandless fue coinvestigador en el experimento de la unidad de maniobra de astronautas M-509 que se realizó en Skylab; esto eventualmente lo llevó a colaborar en el desarrollo de la Unidad de maniobras tripulada (MMU) utilizada durante los EVA del transbordador espacial. Aunque se entrenó como piloto de transbordadores hasta 1983, McCandless eligió trabajar en la MMU. Era una tarea de prestigio y, como piloto sin pruebas, carecía de la experiencia de vuelo de otros astronautas pilotos, por lo que probar la MMU como especialista en misiones era más probable que ser asignado a un vuelo como piloto.
Fue responsable de las aportaciones de la tripulación al desarrollo de hardware y procedimientos para la Etapa Superior Inercial (IUS), el telescopio espacial Hubble, la Misión de reparación máxima solar y el programa de la Estación Espacial Internacional.
McCandless registró más de 312 horas en el espacio, incluidas cuatro horas de tiempo de vuelo de MMU. Voló como especialista en misiones en STS-41-B y STS-31.

## Experiencia de vuelo espacial

### STS-41-B

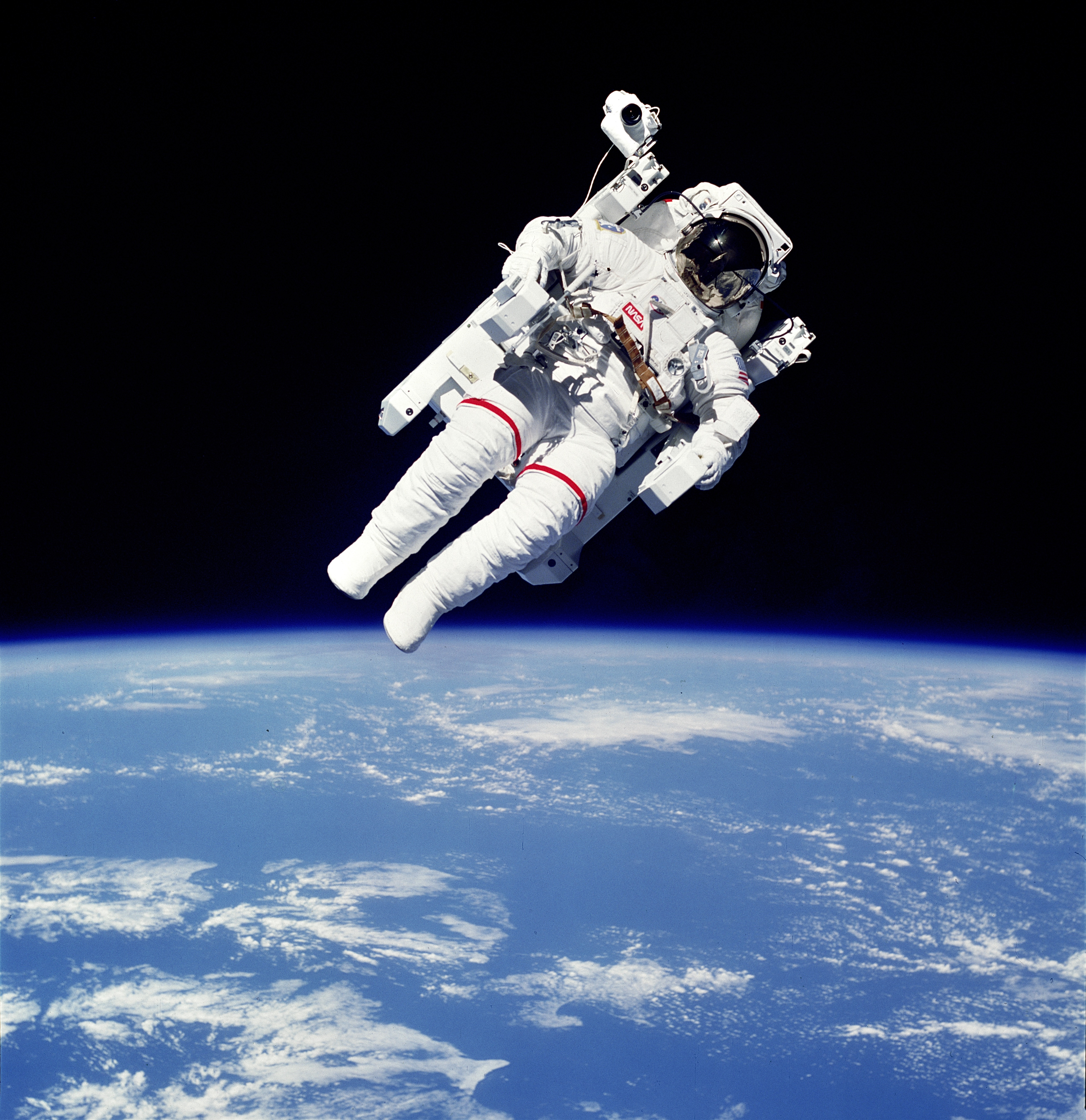
Esta famosa imagen muestra a McCandless utilizando la MMU durante STS-41-B en 1984

El Challenger se lanzó desde el Centro Espacial Kennedy, Florida, el 3 de febrero de 1984. El vuelo desplegó dos satélites de comunicaciones, sensores de encuentro y programas de computadora probados por primera vez.
Esta misión marcó la primera verificación de la MMU y el Manipulator Foot Restraint (MFR). McCandless realizó el primer vuelo libre sin ataduras en cada uno de los dos MMU a bordo, convirtiéndose así en la primera persona en hacer una caminata espacial sin ataduras.  Describió la experiencia,
Yo estaba excesivamente entrenado. Estaba ansioso por salir y volar. Me sentí muy cómodo... Hacía tanto frío que mis dientes castañeteaban y temblaba, pero eso era algo muy menor. Me dijeron el vacío silencioso que experimenta en el espacio, pero con tres enlaces de radio que dicen: '¿Cómo aguanta el oxígeno?', 'Manténgase alejado de los motores' y '¿Cuándo me toca a mí?', no era tan tranquilo... Era una sensación maravillosa, una mezcla de júbilo personal y orgullo profesional: había tardado muchos años en llegar a ese punto.
El primer EVA de McCandless duró 6 horas y 17 minutos. El segundo EVA (en el que Stewart usó el MMU), duró 5 horas y 55 minutos.
El 11 de febrero de 1984, después de ocho días en órbita, Challenger realizó el primer aterrizaje en la pista del Centro Espacial Kennedy.

### STS-31
En este vuelo de cinco días del Transbordador espacial Discovery, lanzado el 24 de abril de 1990, desde el Centro Espacial Kennedy en Florida, la tripulación desplegó el Telescopio Espacial Hubble desde su altitud récord de 612 km.
Durante el despliegue del Hubble, uno de los paneles solares del observatorio se detuvo cuando se desplegó. Mientras que los controladores de tierra buscaron una forma de ordenar al HST que desenrollara la matriz solar, los Especialistas de la Misión McCandless y Sullivan comenzaron a prepararse para una caminata espacial de contingencia en el caso de que la matriz no se pudiera implementar a través del control de tierra. La matriz finalmente se liberó y se desplegó a través del control de tierra, mientras que McCandless y Sullivan respiraban aliviados dentro de la esclusa de aire parcialmente despresurizada.
El STS Discovery aterrizó en la Base de la Fuerza Aérea Edwards, California, el 29 de abril de 1990.

## Después de la NASA
Después de retirarse de la NASA en 1990, McCandless trabajó para Lockheed Martin Space Systems.

## Organizaciones
- Asociación de Alumnos de la Academia Naval de los Estados Unidos (clase de 1958)[3]
- Instituto Naval de Estados Unidos[3]
- Institute of Electrical and Electronics Engineers (IEEE)[3]
- Instituto Americano de Aeronáutica y Astronáutica (AIAA)[3]
- Association for Computing Machinery[3]
- National Audubon Society[3]

Fue miembro de la American Astronautical Society y expresidente de la Houston Audubon Society.

## Premios y honores
- NASA Exceptional Service Medal (1974)[3]
- National Defense Service Medal (1974)[3]
- Armed Forces Expeditionary Medal (1974)[3]
- American Astronautical Society Victor A. Prather Award (1975 and 1985)[3]
- NASA Space Flight Medal (1984)[3]
- Defense Distinguished Service Medal (1985)[3]
- NASA Exceptional Engineering Achievement Medal (1985)[3]
- National Aeronautic Association Collier Trophy (1984)[3]
- Smithsonian Institution National Air and Space Museum Trophy (1985)[3]
- Legion of Merit (1988)[3]
- United States Astronaut Hall of Fame (2005)[2]

Se le otorgó una patente para el diseño de un sistema de anclaje de herramientas que se utilizó durante los paseos espaciales del Transbordador espacial.

## Vida personal

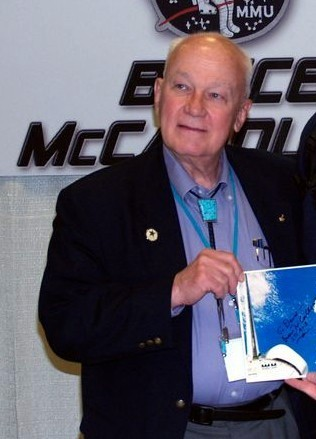
Bruce McCandless, febrero de 2009

McCandless se casó con Bernice Doyle McCandless (1934-2014) durante 53 años, y la pareja tuvo dos hijos: Bruce III (nacido el 15 de agosto de 1961) y Tracy (nacido el 13 de julio de 1963). Sus intereses recreativos incluían la electrónica, la fotografía, el buceo y el vuelo. También le gustaba el esquí de fondo.
En un artículo de la revista Smithsonian de agosto de 2005 sobre la foto de la MMU, McCandless dice que el anonimato del sujeto es su mejor característica. "Tengo el parasol bajado, así que no puedes ver mi cara, y eso significa que podría haber alguien allí. Es una especie de representación no de Bruce McCandless, sino de la humanidad".
El 30 de septiembre de 2010, McCandless presentó una demanda contra el cantante británico Dido por el uso no autorizado de una foto de su vuelo espacial de 1984 para la carátula del álbum de su álbum Safe Trip Home de 2008, que mostraba el "vuelo libre" de McCandless, a unos 320 pies de distancia del Transbordador espacial Challenger. La demanda, que también nombró a Sony Music Entertainment y Getty Images de Sony Corp. como acusados, no alegó la infracción de derechos de autor sino la infracción de su persona.  La acción se resolvió amistosamente el 14 de enero de 2011.
McCandless escribió el prólogo del libro Live TV from Orbit de Dwight Steven-Boniecki.
McCandless murió el 21 de diciembre de 2017, a los 80 años. Le sobreviven su segunda esposa, Ellen Shields McCandless, dos hijos y dos nietos.
McCandless fue enterrado en el cementerio de la Academia Naval de los Estados Unidos en Annapolis el 16 de enero de 2018.

## Legado
John McCain, quien se graduó de la Academia Naval de los Estados Unidos con McCandless en la clase de 1958, declaró después de la muerte de McCandless:
La foto icónica de Bruce volando sin esfuerzo en el espacio ha inspirado a generaciones de estadounidenses a creer que no hay límite para el potencial humano.